# Rosa Riera
Rosa Riera fue una pintora, decoradora de cerámica y grabadora xilográfica catalana del siglo XX, de la que se ignoran las fechas de nacimiento y de muerte.
Compañera del pintor postmodernista y después cubista Eduard Egozcue (1886-1915), vivió con él en París al menos entre 1912 y 1914. Autora de composiciones naïves en la línea del aduanero Rousseau, pero con un toque más agresivo, Guillaume Apollinaire y Josep Maria Junoy dedicaron comentarios a su obra calificada de fuerte sinceridad. Juan Gris le hizo dos retratos cubistas en la mina de plomo. Practicó también la xilografía dentro de un estilo cercano al expresionismo alemán de la época. Tres de las matrices xilográficas que se conocen de ella se conservan en la Biblioteca de Cataluña, y están grabadas por las dos caras. En 2007, la Biblioteca hizo una estampación para una carpeta de edición limitada. Asimismo, elaboró alguna portada para el almanaque de L'Esquella de la Torratxa.